# Кетеван Арахамія-Грант
Кетеван Ревазовна Арахамія-Грант (нар. 19 липня 1968, Очамчире) — шотландська, раніше радянська, грузинська шахістка, гросмейстер (2009), серед жінок (1987).
Чемпіонка світу серед дівчат (1985). Педагог. Успішно виступила в 3 чемпіонатах СРСР: 1984 - 3-5-е, 1986 — 2-3-є, 1987 — 3-є місця. З середини 1980-их років бере участь у змаганнях на першість світу: зональний турнір ФІДЕ (1985) — 11-12-е; міжзональний турнір — Тузла (1987) — 2-е; турнір претенденток — Цхалтубо (1988)- 8-е місця. Кращі результати в інших міжнародних змаганнях: Пйотркув-Трибунальські (1985) — 2-е;
Тбілісі (1985 і 1987) — 1-е; Мадрас (1987) — 4-е місця. Переможниця командного чемпіонату Європи (1997) та бронзовий призер особистого чемпіонату Європи (2001).
У 1996 році одружилася з шотландським шахістом Джонатаном Грантом (англ. Jonathan Grant). Народила дочку Олену.

## Зміни рейтингу
| На цьому місці має відображатися графік чи діаграма, однак з технічних причин його відображення наразі вимкнено. Будь ласка, не видаляйте код, який викликає це повідомлення. Розробники вже працюють для того, щоби відновити штатне функціонування цього графіка або діаграми. | |
| | На цьому місці має відображатися графік чи діаграма, однак з технічних причин його відображення наразі вимкнено. Будь ласка, не видаляйте код, який викликає це повідомлення. Розробники вже працюють для того, щоби відновити штатне функціонування цього графіка або діаграми. |